# Polanów
Polanów é um município da Polônia, na voivodia da Pomerânia Ocidental e no condado de Koszalin. Estende-se por uma área de 7,37 km², com 2 946 habitantes, segundo os censos de 2016, com uma densidade de 399,7 hab/km².